# František Kopuletý
Plk. František Kopuletý (26. listopadu 1897 Židenice – 21. června 1942 Kounicovy koleje) byl československý legionář důstojník a odbojář z období druhé světové války popravený nacisty.

## Život

### Před první světovou válkou
František Kopuletý se narodil 26. listopadu 1897 v Židenicích, dnes městské části Brna, v rodině exekutora Františka Kopuletého a Františky, rozené Procházkové. Mezi lety 1908 a 1915 studoval II. vyšší státní reálce v Brně, kde i odmaturoval.

### První světová válka
Jen několik dní po maturitě byl František Kopuletý dne 30. června 1915 odveden do c. a k. armády a v říjnu téhož roku odvelen do Sibinje. Zde absolvoval základní výcvik a školu pro důstojníky pěchoty v záloze. Během bojů první světové války se vypracoval z velitele družstva přes velitele čety až na velitele roty. Bojoval na ruské a následně na italské frontě. Dosáhl hodnosti poručíka.

### Mezi světovými válkami
Dne 13. listopadu 1918 se František Kopuletý přihlásil do služby v Československé armádě a to v Brně. Zúčastnil se zajištění československých hranic na Znojemsku a Maďarsko-československé války. U brněnského 8. pěšího pluku, v roce 1920 přečíslovaného na 43., sloužil patnáct let na různých funkcích. Absolvoval početné zdokonalovací kurzy, v roce 1933 se zúčastnil potlačení tzv. Židenického puče. Mezi lety 1933 a 1936 studoval na Vysoké škole válečné v Praze, poté až do likvidace Československé armády v roce 1939 s přestávkami sloužil ve funkci přednosty 2. oddělení štábu 6. divize v Brně. Dosáhl hodnosti majora.

### Druhá světová válka
Po německé okupaci v březnu 1939 a likvidaci Československé armády vykonával František Kopuletý od srpna téhož roku funkci vrchního administrativního komisaře pod Ministerstvem financí a zařazen byl ke Katastrálnímu měřičskému úřadu a to nejprve v pražském ústředí a následně v brněnské pobočce. Do výslužby odešel na vlastní žádost k 1. červenci 1941 a následně se i s rodinou přestěhoval do Jaroměřic. Žil pod dohledem gestapa a během let 1939 a 1940 byl čtyřikrát vyslýchán. I přesto se zapojil pod krycím jménem Franta Opatrný do protinacistického odboje jako zpravodajský důstojník Krajského velitelství Obrany národa v Brně-městě a také jako spojka na organizace Petiční výbor Věrni zůstaneme a Moravská pětka. Polem jeho působnosti byla jižní Morava a Jihlavsko, zakresloval do map německé vojenské objekty a získával informace o vojenských transportech. Ty pak putovaly do zahraničí. Též se podílel na přípravě sabotážních akcí, zapojování malých vojenských odbojových skupin do společného úsilí a organizoval finanční pomoc rodinám vězněných a popravených. Dne 8. října 1941 byl v Jaroměřicích zatčen gestapem ve věci jeho ilegální spolupráce s ing. Václavem Burešem. Nic mu nebylo prokázáno, on sám nic neprozradil a Václav Bureš spáchal sebevraždu. Přesto byl po atentátu na Reinharda Heydricha stanným soudem dne 21. června 1942 odsouzen za činy nepřátelské říši a schvalování atentátu k trestu smrti. Ještě téhož dne byl popraven zastřelením na brněnských Kounicových kolejích.

## Ocenění

### Vyznamenání
- Československý válečný kříž 1914–1918

### Posmrtná ocenění
- František Kopuletý byl v roce 1946 in memoriam povýšen do hodnosti podplukovníka, v roce 1949 do hodnosti plukovníka generálního štábu
- Františkovi Kopuletému byl in memoriam udělen Československý válečný kříž 1939
- Po plukovníku Františku Kopuletém nese jméno pěší rota aktivních záloh Armády České republiky při Krajském vojenském velitelství Brno[1]